# Winking Froh Architekten
Winking Froh Architekten ist ein international tätiges deutsches Architekturbüro mit Sitz in Hamburg und Berlin. Seit 2005 besteht eine Repräsentanz in Hangzhou, China.

## Geschichte
Gegründet wurde das Büro 1965 von Bernhard Winking als Architektengemeinschaft Patschan Winking, von 1968 bis 1988 Patschan Werner Winking. Bernhard Winking war ab 1965 zugleich als Dozent an der Hochschule für bildende Künste Hamburg (HFBK) tätig. 1978 wurde er dort zum Professor für Bauplanung berufen. Nach seinem Eintritt 1990 und der Gründung des Büros Professor Bernhard Winking Architekt BDA im Jahr 1993, baute Martin Froh (* 1963) das Berliner Büro auf. 1997 begann Winking die Partnerschaft mit Martin Froh und Kai Böckler, 2011 erfolgte die Neufirmierung als Winking Froh Architekten BDA.
Beispiele für einen behutsamen Umgang des Büros mit vorgefundenem Bestand und Artefakten bilden die Erweiterung der Hochschule für bildende Künste Hamburg HFBK, der Hamburger Davidwache, die Revitalisierung der Spiegel-Insel und die Erweiterungsbauten des Johanneums und des Heilwig-Gymnasiums in Hamburg, das „Palais am Pariser Platz“ und die Hotel- und Wohnbebauung am Stralauer Platz 35 in Berlin, der Neubau der Hypo-Vereinsbank in Prag oder das Quartier am Europaplatz in Heidelberg. Bei den Wohnhöfen im Hamburger Pergolenviertel und im Quartier Überseegärten in Bremen wurden Ideen aus dem Reformwohnungsbau der Klassischen Moderne aufgegriffen, in die Gegenwart weitergeführt und neu formuliert.
Die Schwerpunkte der Arbeit bilden neben Wohnungsbau, Schulen, Rathäusern und Verwaltungsbauten größere städtebauliche Projekte, Brücken und das Bauen im Bestand. Das Architekturbüro wurde mit zahlreichen Preisen ausgezeichnet und ist mehrfacher Preisträger des BDA-Preises verschiedener Regionen.

## Bauten (Auswahl)
- 1970–1982: Institut für Allgemeine Botanik, Hamburg Klein-Flottbek
- 1971–1981: Neue Stadt Wulfen, Wulfen
- 1981–1982: Wohnbebauung Documenta Urbana, Kassel-Dönche[7]
- 1982–1997: Städtebau Jarrestadt und Wohnbebauung Jarrestraße 28–40, Hamburg
- 1985–1987: Michaelisbrücke, Hamburg
- 1987–1990: Rathaus Husum
- 1990–1993: Bebauung Fleetrand, Herrengraben 23–31, Hamburg
- 1990–1991: Umbau Haus der Seefahrt, Hamburg
- 1990–1993: Fleetachse Bürohaus Gruner + Jahr, Stubbenhuk 3–9, Hamburg
- 1991–1993: Büro- und Geschäftshaus Fleethof, Stadthausbrücke 1–3, Hamburg
- 1994–1995: Bunkerumbau und Neuordnung Marktplatz Brassert, Marl
- 1994–1996: Bildungszentrum der Techniker Krankenkasse, Hayn bei Erfurt
- 1996–1997: Kaufhausfassade am Theaterplatz, Weimar
- 1997–1998: Büro- und Wohnhaus Wandsbeker Schloßstraße, Hamburg
- 1996–1998: Palais am Pariser Platz 6 a, Berlin
- 1996–1999: Hypo-Vereinsbank am Platz der Republik, Prag, Tschechien
- 1999–2002: Finanzrechenzentrum Land Brandenburg, Cottbus-Sachsendorf
- 1998–2004: Wasserstraßenkreuz Mittellandkanal und Elbe, Magdeburg
- 2000–2001/05: Campushalle, Flensburg
- 2002–2003: Erweiterung Polizeirevier Davidwache, Hamburg
- 2003–2007: Reederei Oskar Wehr, Hamburg
- 2004–2012: Zheda Gemini-Türme, Hangzhou, China
- 2004–2008: Behördenzentrum und Polizeiwache Wandsbeker Tor, Hamburg
- 2004–2006: Loki Schmidt-Haus, Museum im Botanischen Garten, Hamburg Klein-Flottbek[8]
- 2006–2007: Instenhäuser, Jürgensallee 100-24, Hamburg-Nienstedten
- 2006–2009: Polizeipräsidium Mittelhessen, Ferniestraße 8, Gießen
- 2006–2010: Ningbo Book City, Ningbo, China
- 2008–2012: Hauptzollamt Hamburg, Hamburg[9]
- 2008–2014: Landesfinanz- und Justizschulen Parkstraße, Wuppertal
- 2009–2011: Sanierung Bürogebäude Blumenstraße 28, München
- 2010–2016: Brücke über die Stör, bei Itzehoe
- 2011–2013: Hotel Alte Kaffeebörse Speicherstadt, Hamburg[10]
- 2011–2014: Rethe-Klappbrücke, Hamburg
- 2012–2017: Yuhang Oversea Creative Park, Hangzhou, China
- 2013–2020 Umbau und Sanierung Rathaus Schöneberg, Berlin
- 2015–2016: Fußgängerbrücke über den Lotsekanal, Hamburg[11]
- 2015–2016: Neubau Hauptverwaltung Hanse Wasser, Bremen-Überseestadt
- 2015–2016: Erweiterung Klassenhaus Johanneum, Hamburg
- 2015–2016: Hochhaus Esplanade 40, Hamburg
- 2015–2016: Polizeiinspektion Cloppenburg
- 2015–2018: Revitalisierung Spiegel-Insel – Hamburg Heights, Hamburg
- 2016–2019: Hotel und Wohnbebauung Stralauer Platz 35, Berlin
- 2016–2017: Wohnbebauung Johnsen-Quartier, Bremen
- 2017–2020: Wohnhöfe Pergolenviertel, Winterlindenweg 50–92/Feldahornweg 65–83, Hamburg
- 2018–2019: Quartier Überseegärten, BF 10, Kommodore-Johnsen-Boulevard, Bremen
- 2018–2019: Wohnkarree Kummerower Ring 40, Berlin
- 2017–2019: Erweiterung Heilwig-Gymnasium, Hamburg[12]
- 2020–2022: Atelierhaus der Hochschule für bildende Künste Hamburg HFBK, Hamburg
- 2021–2024: Erweiterungsbau Gymnasium Lerchenfeld

## Auszeichnungen und Preise (Auswahl)
- 1989: BDA-Preis Schleswig-Holstein, Rathaus, Husum
- 1990: Architekten- und Ingenieurverein, Bauwerk des Jahres, Michaelisbrücke, Hamburg
- 1991: Architekten- und Ingenieurverein, Bauwerk des Jahres, Wohnbebauung Jarrestraße, Hamburg
- 1996: Thüringer Staatspreis für Architektur 1996, Vierter Wertungsrundgang, Bildungszentrum Hayn, bei Erfurt
- 1997: Deutscher Naturstein-Preis, 2. Preis, Handelshaus am Theaterplatz, Weimar
- 1998: Preis des Deutschen Stahlbaues, Auszeichnung, Messehalle, Husum
- 2001: Stiftung Lebendige Stadt, Auszeichnung, Neugestaltung des Wandsbeker Markts, Hamburg
- 2013: Architektur Centrum, Wohnbaupreis Hamburg, 1. Preis, Wohnbebauung Averhoffstraße, Hamburg
- 2014: Carl-Friedrich Fischer Preis, Humanes Wohnen, 3. Preis, Wohnbebauung Averhoffstraße, Hamburg
- 2014: Architekten- und Ingenieurverein, Bauwerk des Jahres, Hotel Kaffeebörse, Hamburg
- 2016: Otto Borst Preis für Stadterneuerung, Hotel Kaffeebörse, Hamburg
- 2016: Architekten- und Ingenieurverein, Bauwerk des Jahres, Zitadellenbrücke im Harburger Binnenhafen (Lotsekanal), Hamburg
- 2017: DGNB Zertifizierung Gold, Sanierung ehemaliges Spiegel-Verlagshaus, Hamburg
- 2017: DGNB Zertifizierung Platin, Verwaltungsgebäude Hansewasser, Bremen
- 2018: Deutscher Stahlbaupreis, Rethebrücke, Hamburg
- 2018: DGNB Zertifizierung Gold, Neubau Bürohochhaus Esplanade 40, Hamburg
- 2019: DGNB-Preis „Nachhaltiges Bauen“ Height 1, ehemaliges Spiegel-Gebäude, Hamburg
- 2020: Polis Award 2020, Nachverdichtung, 1. Preis, Revitalisierung Spiegel-Insel, Hamburg-Heights, Hamburg
- 2021: Architektur Centrum Wohnbaupreis Hamburg 2020, 1. Preis, Wohnhöfe Pergolenviertel, Hamburg
- 2021: Deutscher Brückenbaupreis 2020, Retheklappbrücke, Hamburg
- 2021: Architekten- und Ingenieurverein, Bauwerk des Jahres 2020, Heilwig-Gymnasium, Hamburg[13]